# Karl-Åke Bredenberg
Karl-Åke Bredenberg, född 21 april 1951, död 3 juni 2010, var en svensk statsvetare, journalist och debattör.
Från 1986 var Karl-Åke Bredenberg chefredaktör och ansvarig utgivare på Norrköpings Tidningar (NT). Han efterträddes den 1 juni 2008 av tidigare redaktionschef Charli Nilsson, men fortsatte som politisk chefredaktör för tidningen. Han skrev också krönikor i tidningen. Bredenberg hade en bakgrund i Moderata samlingspartiet. Innan han blev chefredaktör på NT var han från 1984 chef för tidningens näringslivsredaktion.
Efter det att RFSL 1990 delat ut "Årets homofobipris" till Norrköpings Tidningar för att tidningen, enligt förbundet, hade "spritt fördomar om homosexuella på sin ledarsida" kommenterade Karl-Åke Bredenberg det enligt följande: "Vi behandlar frågan på ett betydligt mer allsidigt sätt än RFSL som genom sitt antipris för ner diskussionen på ett mycket lågt plan."